# 瓦尔迪朗克
瓦尔迪朗克（法語：Valdurenque，法語發音：[valdyʁɑ̃k]）是法国奥克西塔尼大区塔恩省的一个市镇，属于卡斯特尔区。

## 地理
瓦尔迪朗克（43°34'7"N, 2°18'31"E）面积5.99 平方千米，位于法国奧克西塔尼大區塔恩省，该省份为法国南部内陆省份，北起顺时针与阿韦龙省、埃罗省、奥德省、上加龙省和塔恩-加龙省接壤。
与瓦尔迪朗克接壤的市镇（或旧市镇、城区）包括：卡斯特爾、科卡利耶尔、拉加里格、诺阿亚克、派兰-欧格蒙泰勒。

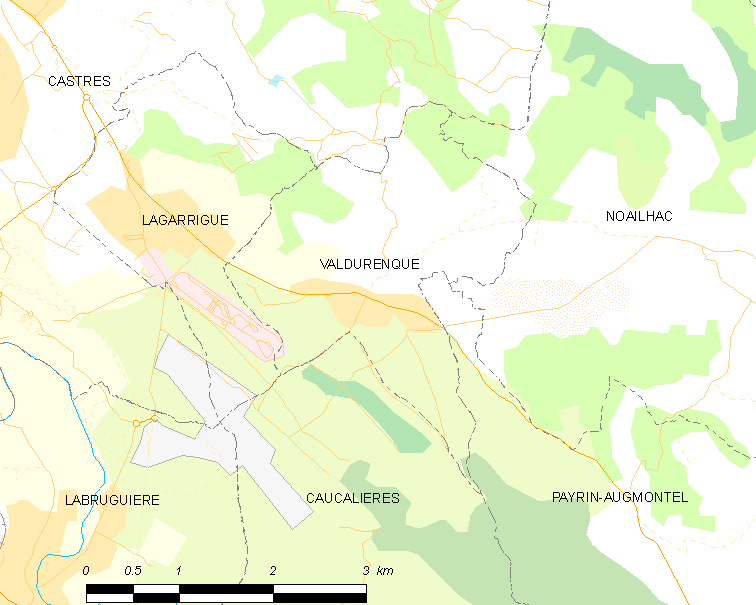
瓦尔迪朗克的OSM定位图

瓦尔迪朗克的时区为UTC+01:00、UTC+02:00（夏令时）。

## 行政
瓦尔迪朗克的邮政编码为81090，INSEE市镇编码为81307。

## 政治
瓦尔迪朗克所属的省级选区为马扎梅第一县。

## 人口

1962-2008年间瓦尔迪朗克人口变化图示

瓦尔迪朗克于2022年1月1日时的人口数量为886人。